# Halictini
Tribu
Les Halictini sont une tribu d'insectes hyménoptères (abeilles) de la famille des Halictidae, de la sous-famille des Halictinae.

## Liste des genres
Selon BioLib (18 juillet 2020) :
- Agapostemon Guérin-Ménéville, 1844
- Agapostemonoides Roberts & Brooks, 1987
- Caenohalictus Cameron, 1903
- Dinagapostemon Moure & Hurd, 1982
- Echthralictus Perkins & Cheesman, 1928
- Eupetersia Blüthgen, 1928
- Glossodialictus Pauly, 1984
- Habralictus Moure, 1941
- Halictus Latreille, 1804
- Homalictus Cockerell, 1919
- Lasioglossum Curtis, 1833
- Mexalictus Eickwort, 1978
- Microsphecodes Eickwort & Stage, 1972
- Nesosphecodes Engel, 2006
- Paragapostemon Vachal, 1903
- Parathrincostoma Blüthgen, 1933
- Patellapis Friese, 1909
- Pseudagapostemon Schrottky, 1909
- Ptilocleptis Michener, 1978
- Rhinetula Friese, 1922
- Ruizantheda Moure, 1964
- Sphecodes Latreille, 1805
- Thrinchostoma Saussure, 1890
- Thrincohalictus Blüthgen, 1955
- Urohalictus Michener, 1980